# Sphodromantis gracilis
Sphodromantis gracilis é uma espécie de louva-a-deus da família dos Mantidae, sendo encontrados na província de Transvaal, na África do Sul.